# Riu Tigre (Argentina)
El riu Tigre és un dels principals braços de la desembocadura del riu Reconquista, situat en el partit homònim a la província de Buenos Aires, Argentina.
Es troba altament contaminat per deixalles industrials i residuals provinents de la conca del riu Reconquista. El règim de marees fluviomarítim que afecta a l'estuari del Plata i Delta del Paranà contribueix a diluir les seves aigües i dissimular el seu estat. No obstant això l'olor fètid, la mortandad de peixos i les deixalles que hi floten, evidencien la seva situació ecològica. Tal és el grau de contaminació del riu que quan està baix és possible veure una línia divisòria de color en les seves aigües en l'encreuament amb el Riu Luján, sent l'aigua negra al Riu Tigre i marró al Riu Luján.
El Riu Tigre és l'origen i fi de molts dels recorreguts duts a terme per les llanxes col·lectives. En les seves ribes se situen importants centres recreacionals i clubs de rem (7 dels 15 del Delta del Paranà propers a la Ciutat de Buenos Aires) i l'embarcador de llanxes col·lectives (servei proveït per 3 empreses) i catamarans que porten passatgers al Delta del Paranà, Nueva Palmira i Carmelo.